# Batman Returns (jeu vidéo, 1993)
Pour les articles homonymes, voir Batman Returns (homonymie).
Batman Returns (バットマンリターンズ) est un jeu vidéo de type beat them all développé et édité par Konami sur Nintendo et Super Nintendo en 1993. Il est inspiré du film du même nom sorti en 1992, Batman Returns (Batman, le défi).